# Vierschanzentournee 2009/10/Oberstdorf

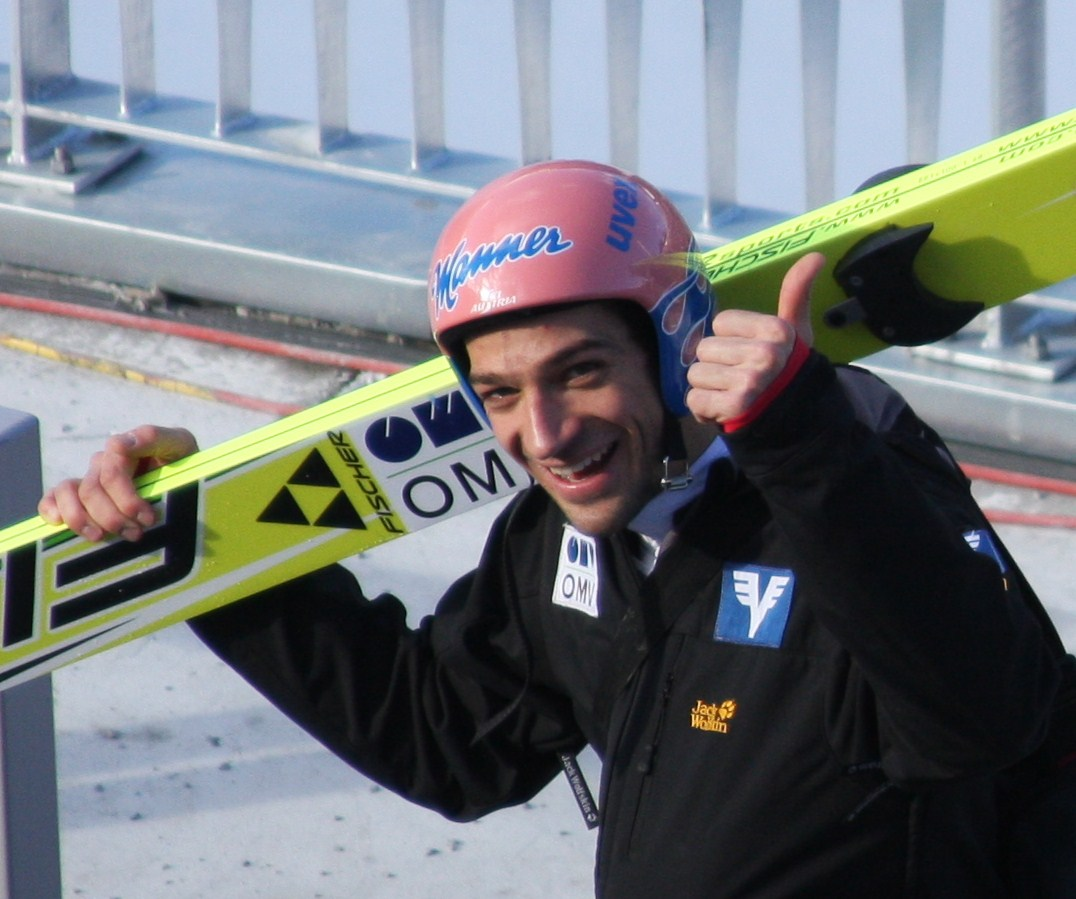
Andreas Kofler führte nach dem ersten Durchgang und gewann später das Springen

Der Auftakt zur Vierschanzentournee 2009/10 fand wie schon seit der ersten Austragung 1953 in Oberstdorf auf der Schattenbergschanze statt. Durch einen Kälteeinbruch Mitte Dezember war auch die Schneeversorgung sichergestellt, sodass die Verantwortlichen am 16. Dezember endgültig grünes Licht für das Springen gaben.
Sowohl im Training als auch im Wettbewerb zeigten die Österreicher die stärkste Teamleistung. Nach einem Vierfacherfolg in der Qualifikation und einer Dreifachführung nach dem ersten Durchgang gewann schließlich mit Andreas Kofler auch ein Athlet aus dem Alpenland. Zweiter wurde der Finne Janne Ahonen, der erst zu Saisonbeginn sein Comeback im Weltcup gegeben hatte und sich dank eines guten zweiten Versuchs im Finale um neun Plätze verbesserte. Auf den Rängen drei und vier folgten mit Thomas Morgenstern und Wolfgang Loitzl weitere Österreicher. Überraschend sprangen die beiden Tourneefavoriten Simon Ammann sowie Gregor Schlierenzauer nicht um den Sieg mit und belegten lediglich die Ränge fünf und neun. Aus der enttäuschenden deutschen Mannschaft war der 18-jährige Pascal Bodmer als Zwölfter der Beste.

## Schanzendaten

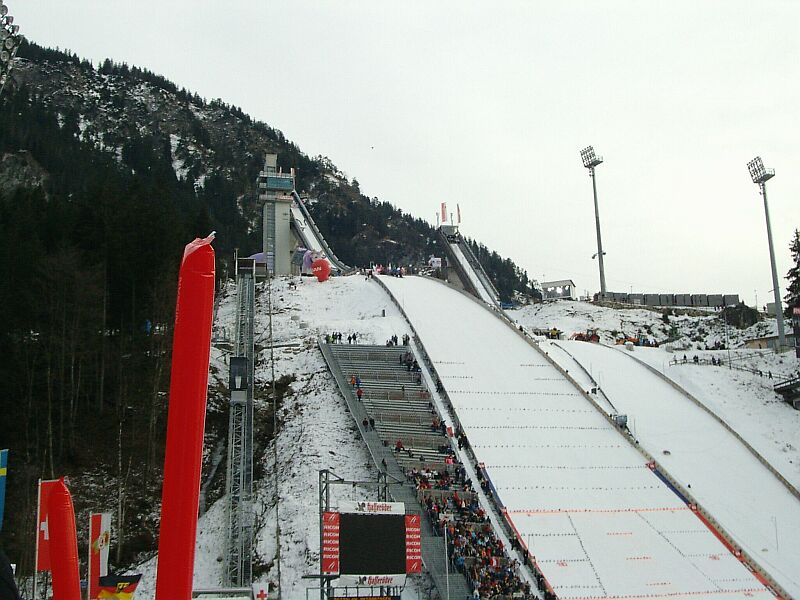
Die Schattenbergschanze in Oberstdorf (2006)

Der Wettkampf fand am 29. Dezember 2009 auf der Schattenbergschanze statt, die eine Schanzengröße von 137 Metern, einen Kalkulationspunkt von 120 Metern, eine Aufsprungneigung am K-Punkt von 35,50°, eine Turmhöhe von 43 Metern, eine Anlauflänge von 93 Metern und eine Gesamtlänge bis zum Beginn des Auslaufs von 238 Metern aufweist. Aktueller Schanzenrekordhalter zum Zeitpunkt des Wettbewerbs war der Norweger Sigurd Pettersen, der am 29. Dezember 2003 eine Weite von 143,5 Metern erreichte.

## Training
→ Trainingsergebnisse auf fis-ski.com
Den weitesten Sprung im ersten Trainingsdurchgang setzte der Schweizer Gesamtweltcupführende Simon Ammann, der bei 134 Metern landete. Am zweitweitesten sprang der Pole Adam Małysz mit 131,5 Metern. Ihm folgten Andreas Kofler, Wolfgang Loitzl und Janne Ahonen, die alle drei eine Weite von 131 Metern erzielten. Aus deutscher Sicht überzeugte besonders Michael Neumayer; er sprang 129 Meter. Für die letzten acht Springer wurde der Anlauf verkürzt, während die Athleten zuvor aus den Luken 18 und 17 gestartet waren, sprangen die Besten des Gesamtweltcups aus der Luke 15.
Nach einem mittelmäßigen ersten Sprung von 123 Metern – der zweitkürzesten Weite eines Österreichers – zeigte Mitfavorit Gregor Schlierenzauer im zweiten und letzten Trainingssprung die beste Leistung. Obwohl erneut mehrmals die Anlauflänge verändert wurde und die Favoriten wieder etwas tiefer als die vorherigen Sportler starteten, sprang Schlierenzauer 135 Meter weit und stellte damit die Tagesbestmarke auf. Mit etwas mehr Anlauf war der Finne Harri Olli als Zweitbester zuvor bei 133 Metern gelandet. Simon Ammann setzte den viertweitesten Sprung mit 130,5 Metern, Pascal Bodmer war als Fünfter mit 129,5 Metern bester Deutscher.

## Qualifikation
Die Qualifikation fand am 28. Dezember 2008 zwischen 16:31 und 17:31 Uhr statt. Zu ihr traten 63 Starter aus 18 Nationen an. Die besten zehn im Gesamtweltcup waren bereits vorqualifiziert.

### Verlauf
Zunächst ohne größere Windprobleme begann der Qualifikationsdurchgang, den der Deutsche Richard Freitag eröffnete. Freitag landete bei 118,5 Metern, einer Weite, die schließlich für eine Platzierung unter den besten 50 und somit für die Qualifikation ausreichte. Genau zehn Meter weiter sprang mit der Startnummer 9 der erste Österreicher Stefan Thurnbichler. Da die Wettkampfjury vor dem Springen den Windkorridor weit ausgelegt hatte, mussten die Athleten teilweise bei sich stark unterscheidenden Windbedingungen starten. Die Sportler, die schon frühzeitig gesprungen waren, profitierten dabei von besseren Konditionen. Thurnbichler etwa behielt die Führung lange Zeit, ehe der als 40. gestartete Schweizer Andreas Küttel seine Bestweite um 1,5 Meter verbesserte. Zwischenzeitlich waren schon mehrere andere – normalerweise gute – Springer ausgeschieden, so zum Beispiel der Finne Janne Happonen, der lediglich 109,5 Meter erreichte.
Die beiden Deutschen Martin Schmitt sowie Andreas Wank zeigten gute Sprünge und qualifizierten sich ebenso wie der Österreicher Martin Koch. Küttels Spitzenweite hielt nur sechs Sprünge, dann wurde sie vom Norweger Anders Jacobsen übertroffen. Jacobsen sprang 134 Meter weit, erhielt gute Haltungsnoten und gewann schließlich die Qualifikation mit zehn Punkten Vorsprung auf Andreas Küttel. Im Gegensatz dazu verpassten der Russe Dmitri Wassiljew, Fünfter bei der vorjährigen Tournee, sowie der Pole Kamil Stoch das Finale. Beide hatten dabei den Nachteil schlechter Windbedingungen. Zu den letzten Athleten, die sich noch für den Wettbewerb in Oberstdorf qualifizieren mussten, gehörten Janne Ahonen, Michael Uhrmann sowie Adam Małysz. Allen drei Springern gelang der Einzug in die Finaldurchgänge, wenngleich Ahonen und Uhrmann nicht unter die besten 30 kamen.
Bevor die letzten Zehn, deren Qualifikation bereits sicherstand, ihre Sprünge absolvierten, entschied die Rennjury, den Anlauf um zwei Luken zu verkürzen. Dadurch sollten bei den schwierigen Windbedingungen Sprünge, die den Konstruktionspunkt zu weit überschritten, verhindert werden. Diese zehn Springer platzierten sich so in einer eigenen Wertung, die vor das Klassement der restlichen Teilnehmer gestellt wurde. Pascal Bodmer gelang ein Sprung auf 122,5 Meter; wegen der Anlaufverkürzung reichte dies für den achten Rang – noch vor Anders Jacobsen, der mehr als zehn Meter weiter gelandet war. Die besten Versuche zeigten die Österreicher, von denen wiederum Thomas Morgenstern mit 127,5 Metern am weitesten sprang. Das gleiche Ergebnis erzielte Gregor Schlierenzauer, aufgrund etwas schlechterer Haltungsnoten belegte er jedoch Rang zwei vor seinen Landsleuten Wolfgang Loitzl und Andreas Kofler. Während Schlierenzauer sich nicht in bester Form fühlte – er hatte eine Magen-Darm-Verstimmung –, war Qualifikationssieger Morgenstern zufrieden. Der Dritte, Wolfgang Loitzl, meinte zu dem Vierfachsieg der Österreicher: „Das ist schon eine Ansage für morgen. Wir wollen versuchen, wieder so geschlossen weit vorne zu landen.“
Hingegen verzichtete Simon Ammann, einer der besten aus den Trainingssprüngen, auf die Qualifikation und begründete dies so: „Es ist für mich besser, nicht so sehr im Trubel zu sein. Ich fühle mich wohl auf der Schanze, bin gut vorbereitet, und daher benötige ich diesen dritten Sprung der Qualifikation nicht unbedingt.“ Obwohl auch der Schweizer bereits vorqualifiziert war, belegte er in der Gesamtwertung der Qualifikation nicht den zehnten Platz, sondern wurde als Letzter des Klassements aufgeführt. Deswegen stand fest, dass er in dem K.-o.-System des ersten Finaldurchgangs gegen den Gewinner der Qualifikation, Thomas Morgenstern, antreten musste. Der Österreicher erklärte in Hinblick auf dieses Duell, das die Medien als „Kracherpaarung“ titulierten: „Da freue ich mich drauf. Es taugt mir, im Paket mit dem Simi und dem Schlieri zu springen. Wenn wir beide gute Sprünge machen, sind wir beide weiter.“

### Ergebnis
Die zehn Führenden des Gesamtweltcups, die für das Springen bereits vorqualifiziert waren, sind in der Liste mit einem Stern * gekennzeichnet.

| Rang               | Name                  | Weite   | Punkte |
| ------------------ | --------------------- | ------- | ------ |
| Start aus Luke 15: |                       |         |        |
| 01 *               | Thomas Morgenstern    | 127,5 m | 129,0  |
| 02 *               | Gregor Schlierenzauer | 127,5 m | 128,0  |
| 03 *               | Wolfgang Loitzl       | 125,5 m | 125,9  |
| 04 *               | Andreas Kofler        | 126,0 m | 123,3  |
| 05 *               | Daiki Itō             | 124,5 m | 122,1  |
| 06 *               | Harri Olli            | 124,0 m | 119,2  |
| 06 *               | Emmanuel Chedal       | 124,0 m | 119,2  |
| 08 *               | Pascal Bodmer         | 122,5 m | 118,0  |
| 09 *               | Bjørn Einar Romøren   | 120,5 m | 112,9  |
| Start aus Luke 17: |                       |         |        |
| 100                | Anders Jacobsen       | 134,0 m | 142,2  |
| 110                | Andreas Küttel        | 130,0 m | 132,5  |
| 120                | Stefan Thurnbichler   | 128,5 m | 129,3  |
| 130                | Roar Ljøkelsøy        | 128,0 m | 128,9  |
| 140                | Jakub Janda           | 127,0 m | 128,6  |
| 150                | Andreas Wank          | 127,5 m | 127,5  |
| 160                | Martin Schmitt        | 126,5 m | 125,2  |
| 170                | Lukas Müller          | 125,5 m | 124,4  |
| 180                | Michael Neumayer      | 127,0 m | 123,6  |
| 190                | Stefan Hula           | 124,0 m | 121,2  |
| 200                | Sebastian Colloredo   | 123,5 m | 120,3  |
| 210                | Adam Małysz           | 123,5 m | 119,3  |
| 220                | Matti Hautamäki       | 122,5 m | 117,5  |
| 230                | Ville Larinto         | 122,0 m | 117,1  |
| 240                | Johan Remen Evensen   | 122,5 m | 117,0  |
| 240                | Noriaki Kasai         | 122,5 m | 117,0  |
| 260                | Tom Hilde             | 121,5 m | 116,2  |
| 270                | Kalle Keituri         | 121,0 m | 115,3  |
| 270                | Jan Matura            | 121,0 m | 115,3  |
| 290                | Peter Prevc           | 120,5 m | 114,4  |
| 300                | Denis Kornilow        | 121,0 m | 112,3  |
| 310                | Kim Hyun-ki           | 119,5 m | 112,1  |
| 320                | Jernej Damjan         | 120,5 m | 111,9  |

| Rang                                         | Name                     | Weite   | Punkte |
| -------------------------------------------- | ------------------------ | ------- | ------ |
| 330                                          | Janne Ahonen             | 119,5 m | 111,6  |
| 340                                          | Kenneth Gangnes          | 119,0 m | 110,7  |
| 350                                          | Martin Koch              | 119,0 m | 110,2  |
| 360                                          | Robert Kranjec           | 118,0 m | 108,9  |
| 370                                          | Witalij Schumbarez       | 119,0 m | 108,7  |
| 380                                          | Krzysztof Miętus         | 118,0 m | 108,4  |
| 390                                          | Richard Freitag          | 118,5 m | 108,3  |
| 400                                          | Michael Uhrmann          | 117,5 m | 108,0  |
| 410                                          | Shōhei Tochimoto         | 118,0 m | 107,4  |
| 420                                          | Martin Cikl              | 117,0 m | 106,1  |
| 420                                          | Taku Takeuchi            | 117,0 m | 106,1  |
| 440                                          | Lukáš Hlava              | 117,5 m | 106,0  |
| 450                                          | Stephan Hocke            | 116,5 m | 105,7  |
| 460                                          | Mitja Mežnar             | 117,0 m | 105,1  |
| 470                                          | Nicholas Alexander       | 117,0 m | 104,6  |
| 480                                          | Pawel Karelin            | 115,5 m | 102,9  |
| 490                                          | Andrea Morassi           | 115,0 m | 102,0  |
| DNS *                                        | Simon Ammann             | –       | –      |
| Nicht für den ersten Durchgang qualifiziert: |                          |         |        |
| 500                                          | Nikolai Karpenko         | 114,0 m | 100,2  |
| 510                                          | Ilja Rosljakow           | 112,5 m | 098,5  |
| 520                                          | Dmitri Wassiljew         | 112,0 m | 097,1  |
| 530                                          | Alexei Koroljow          | 111,5 m | 095,2  |
| 540                                          | Kamil Stoch              | 109,5 m | 092,6  |
| 550                                          | Janne Happonen           | 109,5 m | 092,1  |
| 560                                          | Wolodymyr Boschtschuk    | 110,5 m | 091,9  |
| 570                                          | Choi Heung-chul          | 109,5 m | 091,6  |
| 580                                          | Wladimir Sografski       | 109,0 m | 090,7  |
| 590                                          | Anders Johnson           | 106,0 m | 085,3  |
| 600                                          | Fumihisa Yumoto          | 106,5 m | 084,7  |
| 610                                          | Vincent Descombes Sevoie | 106,0 m | 084,3  |
| 620                                          | Tomáš Zmoray             | 105,0 m | 082,0  |
| 630                                          | Bogomil Pawlow           | 098,5 m | 068,8  |

## Erster Durchgang
Der erste Wertungsdurchgang fand am 29. Dezember 2009 zwischen 16:33 und 17:53 Uhr statt. Zu diesem traten 50 Springer aus 15 Nationen an. Gestartet wurde aus Luke 23. Zuvor hatte bereits ein Probedurchgang stattgefunden, bei dem siebenmal die Anlauflänge den ständig drehenden Winden angepasst wurde. Den insgesamt weitesten Sprung hatte dort der Deutsche Andreas Wank bei 131 Metern gesetzt, von den Favoriten war Andreas Kofler der beste mit 123,5 Metern.

### Verlauf

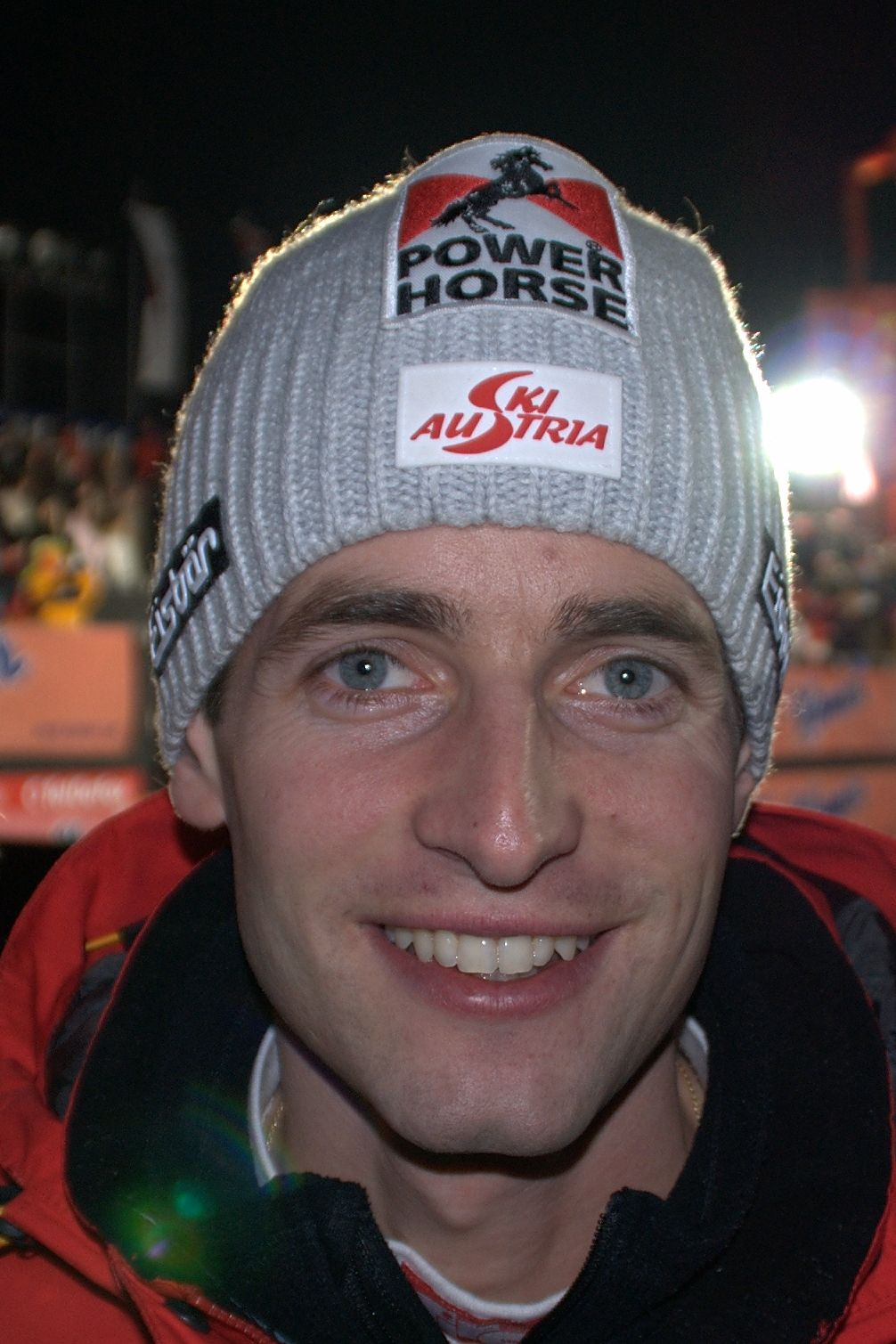
Wolfgang Loitzl, Dritter nach dem ersten Durchgang

In der Qualifikation waren mehrere, zu den besten zwanzig im Weltcup gehörende Athleten bei schlechten Windbedingungen gestartet und hatten sich so nicht in der ersten Hälfte des Klassements platziert. Deshalb trafen im K.-o.-Modus des ersten Wertungsdurchgangs einige Athleten aufeinander, die in der bisherigen Saison auf ungefähr gleichem Niveau gesprungen waren. Dazu zählten etwa Shōhei Tochimoto und Anders Jacobsen oder Robert Kranjec und Andreas Wank, die jeweils gegeneinander um den Finaleinzug sprangen. Wegen Ammanns Verzicht auf den Qualifikationssprung, trat der Schweizer gegen den Sieger Thomas Morgenstern an.
Für den ersten Durchgang hatten sich sowohl alle Deutschen als auch das komplette österreichische Aufgebot qualifiziert. Mit jeweils sieben Springern stellten diese Nationen das größte Kontingent, gefolgt von sechs Norwegern und fünf Finnen. Der Wettkampf begann unter schlechten Wetterbedingungen, Regen und wechselnden Winden. Als zehnte Paarung stand das Duell Martin Koch gegen Martin Schmitt auf dem Programm. Sowohl der Österreicher als auch der Deutsche erzielten mit 104 beziehungsweise 96 Metern Weiten, die am Tag vorher nicht einmal für die Qualifikation ausgereicht hätten. Zuvor hatte bereits der Pole Adam Małysz nach einem Sprung auf 116 Meter – mehr als zehn Meter kürzer als sein Versuch im Probedurchgang – den Anlauf als „nicht optimal“ kritisiert. Die Jury reagierte und entschied sich für einen Neustart, alle 20 bisher gesprungenen Athleten bekamen einen neuen Versuch bei längerem Anlauf. Um eine längere Wettkampfpause zu verhindern, absolvierten diese Sportler ihren Sprung jedoch erst am Ende des Durchgangs, nachdem alle anderen Teilnehmer fertig waren.
Obwohl der Start um vier Luken nach oben verschoben wurde, kamen die Weiten der nun folgenden Springer nicht an die vom Vortag heran. Der Slowene Robert Kranjec war der erste, der bei verlängertem Anlauf startete, und landete bei 115 Metern. Damit gewann er sein Duell gegen den Deutschen Andreas Wank und behielt die zwischenzeitliche Führung, bis die besten zehn Athleten sprangen. Bevor diese ihren Versuch absolvierten, waren zunächst noch zwei Deutsche an der Reihe. Sowohl Richard Freitag als auch Michael Uhrmann scheiterten jedoch an ihren Gegnern Stefan Thurnbichler (Österreich) und Andreas Küttel (Schweiz). Uhrmann, der mit 93,5 Metern den letzten Platz in der Gesamtwertung belegte, meinte nach seinem Sprung: „Die Tournee ist vorbei für mich, da kann ich einen Haken hinter machen.“ Unmittelbar nach diesem Duell Küttel gegen Uhrmann stürzte Shōhei Tochimoto, nachdem ihm bei der Landung die Bindung aufgegangen war. Der Japaner verletzte sich bei dem Sturz nicht.
Der favorisierte Norweger Bjørn Einar Romøren verlor überraschend gegen den Tschechen Martin Cikl. Beide sprangen zwar gleich weit, Cikl erhielt jedoch die knapp besseren Haltungsnoten. In der darauffolgenden Paarung übernahm Pascal Bodmer aus Deutschland mit 118,5 Metern die Führung von Robert Kranjec. Dagegen schied im nächsten Duell mit dem Franzosen Emmanuel Chedal der nächste Favorit aus, er unterlag im direkten Vergleich Cikls Landmann Lukáš Hlava. Damit hatten sich alle vier Tschechen – neben Hlava und Cikl auch Janda und Jan Matura – für den zweiten Durchgang qualifiziert.
An den vier letzten Paarungen des Tages war jeweils ein Österreicher beteiligt. Als erster Springer der Mannschaft startete Andreas Kofler, der Bodmers Bestweite um 6,5 Meter verbesserte und die Führung übernahm. Daran änderten auch seine Landsmänner Loitzl, Schlierenzauer und Morgenstern nichts mehr, ebenfalls nicht der Schweizer Simon Ammann. Während Morgenstern und Loitzl die Plätze zwei und drei belegten und mit jeweils etwa einem Punkt Rückstand weiterhin Siegchancen besaßen, fielen Ammann und Schlierenzauer mit mehr als zehn Punkten Rückstand auf die Ränge sieben und neun zurück. Die österreichische Dreifachführung blieb auch bestehen, als die zu Anfang gesprungenen Athleten ihren zweiten Versuch nachholten. Von diesen Springern war Jernej Damjan aus Slowenien der Beste, er erzielte 121,5 Meter und wurde Vierter. Direkt hinter ihm platzierte sich mit Martin Koch der vierte Österreicher unter den besten Fünf. Außerdem schied Michael Neumayer im nachgeholten Duell gegen Janne Ahonen aus, Martin Schmitt dagegen qualifizierte sich als „Lucky Loser“ und einziger Deutscher neben Pascal Bodmer für den finalen Durchgang.

### Ergebnis
| Springer 1         | Weite   | Punkte |  | Springer 2                | Weite   | Punkte |
| ------------------ | ------- | ------ |  | ------------------------- | ------- | ------ |
| Tom Hilde          | 110,0 m | 093,0  |  | Noriaki Kasai (S)         | 115,5 m | 103,4  |
| Kalle Keituri (LL) | 113,5 m | 101,3  |  | Johan Remen Evensen (S)   | 120,0 m | 114,0  |
| Jan Matura (S)     | 110,5 m | 095,4  |  | Ville Larinto             | 107,5 m | 088,5  |
| Peter Prevc        | 113,0 m | 097,4  |  | Matti Hautamäki (S)       | 113,0 m | 098,4  |
| Denis Kornilow     | 112,5 m | 097,0  |  | Adam Małysz (S)           | 117,5 m | 108,0  |
| Kim Hyun-ki (LL)   | 113,5 m | 100,8  |  | Sebastian Colloredo (S)   | 115,0 m | 102,0  |
| Jernej Damjan (S)  | 121,5 m | 115,2  |  | Stefan Hula               | 109,0 m | 091,2  |
| Janne Ahonen (S)   | 116,5 m | 106,2  |  | Michael Neumayer          | 113,5 m | 099,3  |
| Kenneth Gangnes    | 103,0 m | 078,9  |  | Lukas Müller (S)          | 116,0 m | 105,3  |
| Martin Koch (S)    | 121,5 m | 114,7  |  | Martin Schmitt (LL)       | 115,5 m | 102,9  |
| Robert Kranjec (S) | 115,0 m | 102,5  |  | Andreas Wank              | 107,5 m | 088,5  |
| Witalij Schumbarez | 101,0 m | 073,8  |  | Jakub Janda (S)           | 106,0 m | 084,3  |
| Krzysztof Miętus   | 093,0 m | 058,9  |  | Roar Ljøkelsøy (S)        | 112,0 m | 098,1  |
| Richard Freitag    | 099,5 m | 072,1  |  | Stefan Thurnbichler (S)   | 108,5 m | 090,8  |
| Michael Uhrmann    | 093,5 m | 053,8  |  | Andreas Küttel (S)        | 103,0 m | 079,4  |
| Shōhei Tochimoto   | 104,5 m | 062,1  |  | Anders Jacobsen (S)       | 111,0 m | 093,8  |
| Martin Cikl (S)    | 108,0 m | 089,4  |  | Bjørn Einar Romøren       | 108,0 m | 088,9  |
| Taku Takeuchi      | 111,5 m | 096,7  |  | Pascal Bodmer (S)         | 118,5 m | 109,8  |
| Lukáš Hlava (S)    | 113,0 m | 099,4  |  | Emmanuel Chedal           | 103,0 m | 078,4  |
| Stephan Hocke      | 099,5 m | 067,6  |  | Harri Olli (S)            | 111,0 m | 094,8  |
| Mitja Mežnar (LL)  | 115,0 m | 102,5  |  | Daiki Itō (S)             | 115,5 m | 104,4  |
| Nicholas Alexander | 105,5 m | 081,9  |  | Andreas Kofler (S)        | 125,0 m | 124,0  |
| Pawel Karelin      | 111,0 m | 094,8  |  | Wolfgang Loitzl (S)       | 124,0 m | 122,7  |
| Andrea Morassi     | 108,0 m | 089,4  |  | Gregor Schlierenzauer (S) | 118,0 m | 109,4  |
| Simon Ammann (LL)  | 119,5 m | 113,1  |  | Thomas Morgenstern (S)    | 124,5 m | 123,6  |

| Rang | Name                  | Weite   | Punkte |
| ---- | --------------------- | ------- | ------ |
| 01   | Andreas Kofler        | 125,0 m | 124,0  |
| 02   | Thomas Morgenstern    | 124,5 m | 123,6  |
| 03   | Wolfgang Loitzl       | 124,0 m | 122,7  |
| 04   | Jernej Damjan         | 121,5 m | 115,2  |
| 05   | Martin Koch           | 121,5 m | 114,7  |
| 06   | Johan Remen Evensen   | 120,0 m | 114,0  |
| 07   | Simon Ammann          | 119,5 m | 113,1  |
| 08   | Pascal Bodmer         | 118,5 m | 109,8  |
| 09   | Gregor Schlierenzauer | 118,0 m | 109,4  |
| 10   | Adam Małysz           | 117,5 m | 108,0  |
| 11   | Janne Ahonen          | 116,5 m | 106,2  |
| 12   | Lukas Müller          | 116,0 m | 105,3  |
| 13   | Daiki Itō             | 115,5 m | 104,4  |
| 14   | Noriaki Kasai         | 115,5 m | 103,4  |
| 15   | Martin Schmitt        | 115,5 m | 102,9  |
| 16   | Robert Kranjec        | 115,0 m | 102,5  |
| 16   | Mitja Mežnar          | 115,0 m | 102,5  |
| 18   | Sebastian Colloredo   | 115,0 m | 102,0  |
| 19   | Kalle Keituri         | 113,5 m | 101,3  |
| 20   | Kim Hyun-ki           | 113,5 m | 100,8  |
| 21   | Lukáš Hlava           | 113,0 m | 099,4  |
| 22   | Matti Hautamäki       | 113,0 m | 098,4  |
| 23   | Roar Ljøkelsøy        | 112,0 m | 098,1  |
| 24   | Jan Matura            | 110,5 m | 095,4  |
| 25   | Harri Olli            | 111,0 m | 094,8  |
| 26   | Anders Jacobsen       | 111,0 m | 093,8  |

| Rang                                          | Name                | Weite   | Punkte |
| --------------------------------------------- | ------------------- | ------- | ------ |
| 27                                            | Stefan Thurnbichler | 108,5 m | 090,8  |
| 28                                            | Martin Cikl         | 108,0 m | 089,4  |
| 29                                            | Jakub Janda         | 106,0 m | 084,3  |
| 30                                            | Andreas Küttel      | 103,0 m | 079,4  |
| Nicht für den zweiten Durchgang qualifiziert: |                     |         |        |
| 31                                            | Michael Neumayer    | 113,5 m | 099,3  |
| 32                                            | Peter Prevc         | 113,0 m | 097,4  |
| 33                                            | Denis Kornilow      | 112,5 m | 097,0  |
| 34                                            | Taku Takeuchi       | 111,5 m | 096,7  |
| 35                                            | Pawel Karelin       | 111,0 m | 094,8  |
| 36                                            | Tom Hilde           | 110,0 m | 093,0  |
| 37                                            | Stefan Hula         | 109,0 m | 091,2  |
| 38                                            | Andrea Morassi      | 108,0 m | 089,4  |
| 39                                            | Bjørn Einar Romøren | 108,0 m | 088,9  |
| 40                                            | Andreas Wank        | 107,5 m | 088,5  |
| 40                                            | Ville Larinto       | 107,5 m | 088,5  |
| 42                                            | Nicholas Alexander  | 105,5 m | 081,9  |
| 43                                            | Kenneth Gangnes     | 103,0 m | 078,9  |
| 44                                            | Emmanuel Chedal     | 103,0 m | 078,4  |
| 45                                            | Witalij Schumbarez  | 101,0 m | 073,8  |
| 46                                            | Richard Freitag     | 099,5 m | 072,1  |
| 47                                            | Stephan Hocke       | 099,5 m | 067,6  |
| 48                                            | Shōhei Tochimoto    | 104,5 m | 062,1  |
| 49                                            | Krzysztof Miętus    | 093,0 m | 058,9  |
| 50                                            | Michael Uhrmann     | 093,5 m | 053,8  |

## Zweiter Durchgang
Der zweite Wertungsdurchgang fand am 29. Dezember 2009 zwischen 18:09 und 18:45 Uhr statt. Zu diesem traten 30 Springer aus elf Nationen an. Gestartet wurde aus Luke 25.

### Verlauf
Unter den 30 Athleten, die sich für das Finale qualifiziert hatten, befanden sich alle sieben Österreicher. Davon hatten sich sechs unter den besten Zehn im ersten Durchgang platziert. Die zweitgrößten Aufgebote stellten die Tschechen und die Finnen mit jeweils vier Sportlern. Aus Tschechien standen so alle Athleten, die überhaupt in der Qualifikation gestartet waren, auch unter den besten 30. Eine Besonderheit war die Teilnahme Kim Hyun-kis am Finale. Der Südkoreaner, der als „Lucky Loser“ weitergekommen war, erreichte erst als dritter Springer seines Landes einen Finaldurchgang bei einer Vierschanzentournee.
Den in Medien wegen der österreichischen Dreifachführung schon im Vorhinein als „große ÖSV-Flugshow“ bezeichneten Finaldurchgang eröffnete der Schweizer Andreas Küttel. Dieser sprang bei erneut verlängertem Anlauf 113,5 Meter weit und überbot seine Weite aus dem ersten Durchgang damit um mehr als zehn Meter. Da sich aber auch andere Springer deutlich verbesserten, reichte Küttels Versuch lediglich für den 28. Rang im Gesamtklassement. Hinter ihm platzierten sich nur noch der Südkoreaner Kim – der als 29. zum ersten Mal Weltcuppunkte gewann – und der Finne Matti Hautamäki, der bei schlechten Windbedingungen nur auf 99 Meter kam. Der erste Österreicher, Stefan Thurnbichler, erreichte 115 Meter und übernahm die Führung, die er aber nur zwei Springer darauf wieder an Harri Olli abgeben musste.
Da im zweiten Durchgang jeder Springer einen Vorsprung auf alle vor ihm Gestarteten mitbrachte, wechselte die Führung im Finale häufig. Von den ersten 15 Athleten sprang keiner weiter als 120 Meter, auch nicht Martin Schmitt, der mit 108 Metern auf den 23. Rang zurückfiel. Trotz ähnlich schlechter Bedingungen wie die vor ihm gestarteten Sportler erreichte Noriaki Kasai 123 Meter und übernahm zunächst deutlich die Führung. Nachdem zwischenzeitlich sogar zwei Japaner die Konkurrenz angeführt hatten – Daiki Itō hatte sich knapp hinter seinem Landsmann Kasai eingereiht –, setzte sich der 17-jährige Lukas Müller aus Österreich mit 127 Metern an die Spitze. Der direkt nach dem Juniorenweltmeister springende Finne Janne Ahonen war noch stärker und landete erst bei 136 Metern. Sowohl Müller als auch Ahonen profitierten dabei von dem plötzlich weggefallenen Rückenwind, der bei anderen Springern größere Weiten verhindert hatte.
Nach einer kurzen Werbepause für das Fernsehen, die regelmäßig vor den zehn besten Athleten den Wettkampf unterbricht, kam erneut Rückenwind auf. Weder Adam Małysz noch Gregor Schlierenzauer oder Pascal Bodmer hatten eine Chance, die Führenden zu verdrängen. Schlierenzauer, der immer noch Magenprobleme hatte, fiel auf den letztlich neunten Rang zurück und erklärte dennoch: „Ich gebe den Tourneesieg nicht auf. Mir ist aber wichtig, richtig fit zu werden, und dass ich nichts verschleppe.“ Pascal Bodmer, der als letzter Deutscher sprang, belegte noch hinter Schlierenzauer den schließlich zwölften Rang. Damit verhinderte er nur knapp den schlechtesten Tourneeauftakt einer deutschen Mannschaft, 1986 war der beste Deutsche Wolfgang Steiert nur 13. geworden. Der deutsche Cheftrainer Werner Schuster erklärte nach dem Wettkampf, das sei „sicher der schlechtestmögliche Auftakt“. Auch Bodmer war nicht vollkommen zufrieden: „Sicher waren meine Sprünge nicht so schlecht. Aber richtig zufrieden kann man nur bei einem Sieg sein.“
Bei weiterhin schlechteren Bedingungen als jenen, die Ahonen und Müller ausnutzten, gelang Simon Ammann ein Sprung auf 125 Meter. Damit setzte er sich auf den zweiten Rang. Keine Gefährdung für die drei zwischenzeitlich Führenden, Ahonen, Ammann und Müller, stellten dagegen Johan Remen Evensen und Martin Koch dar. Der Norweger und der Österreicher platzierten sich punktgleich auf dem letztendlich zehnten Rang. Ebenfalls hinter das Trio an der Spitze fiel Jernej Damjan zurück, der aber noch auf den siebten Rang kam und sein bis dahin bestes Saisonresultat erreichte. Die drei an der Spitze liegenden Österreicher schlossen den Wettkampf ab. Weder Wolfgang Loitzl noch Thomas Morgenstern verdrängten Ahonen von der Spitzenposition, sie kamen jedoch jeweils auf den zwischenzeitlich zweiten Rang. Morgenstern, der am Ende Dritter wurde, sagte nach dem Springen: „Es ist ein fantastisches Gefühl wieder auf dem Podium zu stehen. Dieser dritte Platz gibt mir natürlich sehr viel Selbstvertrauen für die nächsten Bewerbe.“ Morgenstern hatte sich nach eigenen Angaben nicht den Gesamtsieg als Ziel gesetzt, anders als Titelverteidiger Wolfgang Loitzl, der zu seinen Restchancen meinte: „Verwöhnt bin ich von Topplatzierungen heuer nicht. Aber es waren zwei gute Sprünge, ich bin mit der Platzierung zufrieden. Es ist noch nichts verloren.“
Der letzte Starter, der Ahonens Sieg verhindern konnte, war Andreas Kofler, der im ersten Durchgang am weitesten gesprungen war. Kofler nahm einen Vorsprung von etwa acht Metern auf den Finnen mit. Mit 134 Metern, dem zweitweitesten Versuch des ganzen Tages, war der Österreicher in der Gesamtwertung deutlich besser als Ahonen und gewann mit fast zwölf Punkten Abstand. Mit diesen beiden Sprüngen sorgte Kofler zudem für einen großen Vorsprung von etwa 30 beziehungsweise sogar 36 Punkten auf die beiden Favoriten Simon Ammann und Gregor Schlierenzauer. Nach dem Wettkampf erklärte der Sieger: „Das ist fantastisch. Ich habe einen guten Wettkampf, mit zwei sehr guten Sprüngen gemacht, und darüber bin ich sehr froh. Ich weiß, dass ich gut Skispringen kann, und ich hoffe, dass es so weitergeht wie heute. Ich gehe es locker an, dann wird man sehen, was dabei rausspringt.“ Auch Ahonen rechnete sich Chancen auf den Gesamtsieg aus: „Vielleicht kann ich die Tournee ja zum sechsten Mal gewinnen. Der zweite Platz ist ein unglaubliches Gefühl, ich bin selbst überrascht. Aber das zeigt, dass alles möglich ist.“

### Endstand
| Rang | Name                  | Punkte | Weite 1 | Weite 2 |
| ---- | --------------------- | ------ | ------- | ------- |
| 01   | Andreas Kofler        | 265,2  | 125,0 m | 134,0 m |
| 02   | Janne Ahonen          | 253,3  | 116,5 m | 137,0 m |
| 03   | Thomas Morgenstern    | 250,3  | 124,5 m | 126,5 m |
| 04   | Wolfgang Loitzl       | 245,4  | 124,0 m | 124,0 m |
| 05   | Simon Ammann          | 236,6  | 119,5 m | 125,0 m |
| 06   | Lukas Müller          | 232,9  | 116,0 m | 127,0 m |
| 07   | Jernej Damjan         | 230,9  | 121,5 m | 121,5 m |
| 08   | Adam Małysz           | 229,7  | 117,5 m | 124,0 m |
| 09   | Gregor Schlierenzauer | 228,8  | 118,0 m | 123,0 m |
| 10   | Johan Remen Evensen   | 227,5  | 120,0 m | 120,0 m |
| 10   | Martin Koch           | 227,5  | 121,5 m | 121,0 m |
| 12   | Pascal Bodmer         | 226,9  | 118,5 m | 122,0 m |
| 13   | Noriaki Kasai         | 221,3  | 115,5 m | 123,0 m |
| 14   | Daiki Itō             | 218,3  | 115,5 m | 120,5 m |
| 15   | Lukáš Hlava           | 204,2  | 113,0 m | 116,0 m |

| Rang | Name                | Punkte | Weite 1 | Weite 2 |
| ---- | ------------------- | ------ | ------- | ------- |
| 16   | Robert Kranjec      | 203,3  | 115,0 m | 113,5 m |
| 17   | Harri Olli          | 202,8  | 111,0 m | 117,5 m |
| 18   | Mitja Mežnar        | 202,7  | 115,0 m | 114,0 m |
| 19   | Roar Ljøkelsøy      | 201,6  | 112,0 m | 115,0 m |
| 20   | Jan Matura          | 197,1  | 110,5 m | 114,0 m |
| 21   | Sebastian Colloredo | 194,5  | 115,0 m | 110,0 m |
| 22   | Stefan Thurnbichler | 192,8  | 108,5 m | 115,0 m |
| 23   | Martin Schmitt      | 190,8  | 115,5 m | 108,0 m |
| 24   | Anders Jacobsen     | 190,3  | 111,0 m | 112,5 m |
| 25   | Kalle Keituri       | 186,2  | 113,5 m | 105,5 m |
| 26   | Jakub Janda         | 184,1  | 106,0 m | 113,5 m |
| 27   | Martin Cikl         | 182,8  | 108,0 m | 110,5 m |
| 28   | Andreas Küttel      | 179,2  | 103,0 m | 113,5 m |
| 29   | Kim Hyun-ki         | 176,1  | 113,5 m | 101,0 m |
| 30   | Matti Hautamäki     | 164,6  | 113,0 m | 099,0 m |

## Abseits der Schanze
Vor dem Tourneestart erklärte der vier Jahre zuvor zurückgetretene Skispringer Sven Hannawald, dass er ab April 2010 als Rennfahrer in der ADAC-GT-Masters-Serie an den Start gehen werde. Zudem fungierte der Deutsche, der 2001/02 als erster Athlet alle vier Tourneewettkämpfe gewonnen hatte, beim Auftaktspringen als Stadionsprecher. Neben Hannawald waren auch seine Landsmänner Dieter Thoma und Jens Weißflog als ZDF-Experten in Oberstdorf, außerdem kommentierten die Olympiasieger Toni Nieminen sowie Espen Bredesen für das norwegische Fernsehen.
Am 27. Dezember, einen Tag vor der Qualifikation, stellte der finnische Tourneesieger Janne Ahonen die deutsche Ausgabe seiner Biographie Königsadler vor. Das schon im Sommer auf Finnisch erschienene Buch hatte in den Medien für Aufregung gesorgt, da Ahonen beispielsweise über eigene Alkoholexzesse und Hungerkuren im Skispringen geschrieben hatte. Auch sonst galt das öffentliche Interesse besonders dem finnischen Weltcuprückkehrer, der etwa als Werbeträger auf dem Titelbild des offiziellen Tourneeheftes abgebildet war.